# Blacklist: Redemption
Blacklist
(2013-)
Blacklist: Redemption (The Blacklist : Redemption) ou La Liste Noire : Rédemption au Québec est une série télévisée américaine en huit épisodes de 42 minutes créée par Jon Bokenkamp, diffusée entre le 23 février et le 13 avril 2017 sur le réseau NBC et en simultané sur le réseau Global au Canada. Il s'agit d´une série dérivée de la série Blacklist, diffusée sur la même chaîne.
Au Québec, elle est depuis le 16 juin 2017 sur le Club Illico et à la télé dès le 20 juin 2018 sur AddikTV, en Belgique, du 22 août 2017 au 5 septembre 2017 sur RTL TVI et en France, elle est diffusée sur Série Club à partir du 18 avril 2019 et sur TF1 à partir du 30 octobre 2019 et disponible sur la plateforme MyTF1 en exclusivité. Elle reste inédite dans les autres pays francophones.

## Synopsis
Susan Hargrave est la brillante et rusée chef de Grey Matters, une organisation secrète qui s'occupe des problèmes que le gouvernement n'ose pas toucher. Elle sera aidée de Tom Keen, son fils, qui deviendra son équipier.

## Distribution

### Acteurs principaux
- Famke Janssen (VF : Juliette Degenne) : Susan Scott « Scottie » Hargrave
- Ryan Eggold (VF : Patrick Mancini) : Thomas « Tom » Keen
- Tawny Cypress (VF : Sophie Riffont) : Nez Rowan
- Edi Gathegi (VF : Jean-Baptiste Anoumon) : Matias Solomon
- Adrian Martinez (VF : Bruno Magne) : Dumont, pirate informatique

### Acteurs récurrents
- Terry O'Quinn (VF : Michel Leroyer) : Howard Hargrave[8]
- Theodora Miranne (VF : Elsa Davoine) : Kat Carlson
- Dan Amboyer (VF : Julien Kramer) : Daniel / « Trevor »

### Invités
- Cara Buono (VF : Barbara Beretta) : Anna Copeland (épisode 1)
- Carolyn McCormick (en) (VF : Véronique Augereau) : Meryl Jensen (épisode 2)
- Tony Amendola : Volkan Sadik (épisode 2)
- David Alan Basche (VF : Constantin Pappas) : Jack Thornton (épisode 4)
- David Wilson Barnes (en) (VF : Xavier Béja) : Phil Marienthal (épisode 7)

venus de Blacklist
- Megan Boone (VF : Laura Blanc) : Elizabeth Keen[9] (épisodes 1 et 7)
- Harry Lennix (VF : Thierry Desroses) : Harold Cooper (épisode 7)

 Source et légende : version française (VF) sur RS Doublage et Doublage Séries Database

## Développement

### Production
En mars 2016, NBC a commencé à élaborer un spin-off de The Blacklist créée par Bokenkamp et Eisendrath, qui seraient également producteurs exécutifs avec Davis et Fox. Le projet met en vedette Famke Janssen dans le rôle de Susan « Scottie » Hargrave (anciennement Halsted) et Eggold, dans son rôle de Tom Keen, ainsi qu'Edi Gathegi qui reprend son rôle de Matias Salomon.
Tawny Cypress a été engagée pour incarner Nez Rowan, un personnage récurrent déjà au cours de la troisième saison. Hargrave fait sa première apparition sur un épisode de The Blacklist (Susan Hargrave), avec un autre épisode (Alexander Kirk) servant de pilote en vue d'une série potentielle. Cet épisode a été écrit par Bokenkamp et Eisendrath et réalisé par Michael Dinner.
Le 14 mai 2016, la série a été commandée,.
En juillet 2016, Adrian Martinez reprend le rôle du hacker Dumont, qu'il avait déjà incarné dans l'épisode Alexander Kirk.
Le 8 décembre 2016, le réseau NBC annonce la date de lancement de la série au 23 février 2017.
Le 12 mai 2017, la série est arrêtée.
Ryan Eggold retourne dans la série mère où il reprend son rôle.

### Fiche technique
- Titre français : Blacklist: Redemption
- Titre original : The Blacklist: Redemption
- Titre québécois : La Liste Noire : Rédemption
- Création : Jon Bokenkamp
- Réalisation : John Terlesky, Elodie Keene et Andrew McCarthy
- Scénario : Jon Bokenkamp, Matt Bosack, John Eisendrath, Kathy Miller Kelley, J.R. Orci et Lukas Reiter
- Direction artistique : Bobby Berg
- Décors : Nicole Duryea
- Costumes : Gary Jones
- Photographie : Eric Moynier, Radium Cheung et William Rexer
- Montage : Nicole Brik, Nina Gilberti, Orlando Machado Jr. et Erik Presant
- Musique : Dave Porter
- Casting : Bonnie Finnegan et Rosalie Joseph
- Production : Jon Bokenkamp, John Davis, John Eisendrath, John Fox
  - coproducteur : Alex Espinoza
  - associé : David Amann, Alex Espinoza, Dan E. Fesman, J.R. Orci, Lukas Reiter et Michael W. Watkins
  - consultant : Richard D'Ovidio
  - superviseur : Sean Hennen et Spencer Hudnut
- Sociétés de production : Sony Pictures Television, Universal Television et Davis Entertainment
- Sociétés de distribution (télévision) :
  - NBC (États-Unis)
  - Global (Canada)
  - British Sky Broadcasting (Royaume-Uni)
  - TF1 (France)
  - RTL TVI (Belgique)
- Pays d'origine :  États-Unis
- Langue originale : anglais
- Format : couleur — 16:9 HD — son stéréo
- Genre : Drame, thriller
- Durée : 43 minutes
- Public :
  -  États-Unis : déconseillé aux moins de 14 ans
  -  Belgique : déconseillé aux moins de 12 ans

 Sauf indication contraire, les informations mentionnées dans cette section peuvent être confirmées par la base de données cinématographiques IMDb,  présente dans la section « Liens externes ».

## Épisodes
1. Leland Bray (Leland Bray)
2. Kevin Jensen (Kevin Jensen)
3. La Mère patrie (Independence, U.S.A.)
4. Opération Davenport (Operation Davenport)
5. Borealis 301 (Borealis 301)
6. Les Otages (Hostages)
7. Whitehall (partie 1) (Whitehall)
8. Whitehall (partie 2) (Whitehall: Conclusion)

## Accueil

### Audiences

#### Aux États-Unis et au Canada
| Saison | Nombre d'épisodes | Diffusion aux États-Unis sur NBC (HE) | Diffusion aux États-Unis sur NBC (HE) | Diffusion aux États-Unis sur NBC (HE) | Audiences (en millions) | Audiences (en millions) | Audiences (en millions) | Saison TV |
| Saison | Nombre d'épisodes | Jour et horaire de diffusion          | Début de saison                       | Fin de saison                         | Première                | Finale                  | Moyenne                 | Saison TV |
| ------ | ----------------- | ------------------------------------- | ------------------------------------- | ------------------------------------- | ----------------------- | ----------------------- | ----------------------- | --------- |
| 1      | 8                 | Non communiqué                        | 23 février 2017                       | 13 avril 2017                         | 4,26                    | 3,92                    | 4,09                    | 2016-17   |

## Récompenses et nominations
- World Soundtrack Awards 2017 :  Compositeur de télévision de l'année pour Dave Porter (nommé)
- Joey Awards 2017 : Meilleur acteur principal ou invité principal dans une série télévisée 7-10 ans pour Christopher Convery (nommé)
- Young Entertainer Awards 2018 : Meilleur invité avec un jeune acteur de 10 ans et moins dans une serie télévisée pour Christopher Convery (nommé)